# Drahomíra Chodurová
Drahomíra Chodurová (* 13. září 1934) byla česká a československá politička Komunistické strany Československa, poslankyně České národní rady, Sněmovny národů a Sněmovny lidu Federálního shromáždění za normalizace.

## Biografie
K roku 1976 se profesně uvádí jako švadlena. K roku 1986 zmiňována coby šička podniku OP Prostějov.
Dlouhodobě zasedala v zákonodárných sborech. Ve volbách roku 1971 nastoupila do České národní rady. Ve volbách roku 1976 přešla do české části Sněmovny národů (volební obvod č. 56 – Prostějov, Jihomoravský kraj). Mandát obhájila ve volbách roku 1981 (obvod Prostějov). Ve volbách roku 1986 přešla do Sněmovny lidu (obvod Prostějov). Ve Federálním shromáždění setrvala do konce funkčního období, tedy do svobodných voleb roku 1990. Netýkal se ji proces kooptací do Federálního shromáždění po sametové revoluci.